# Sistema antisiluro SLAT

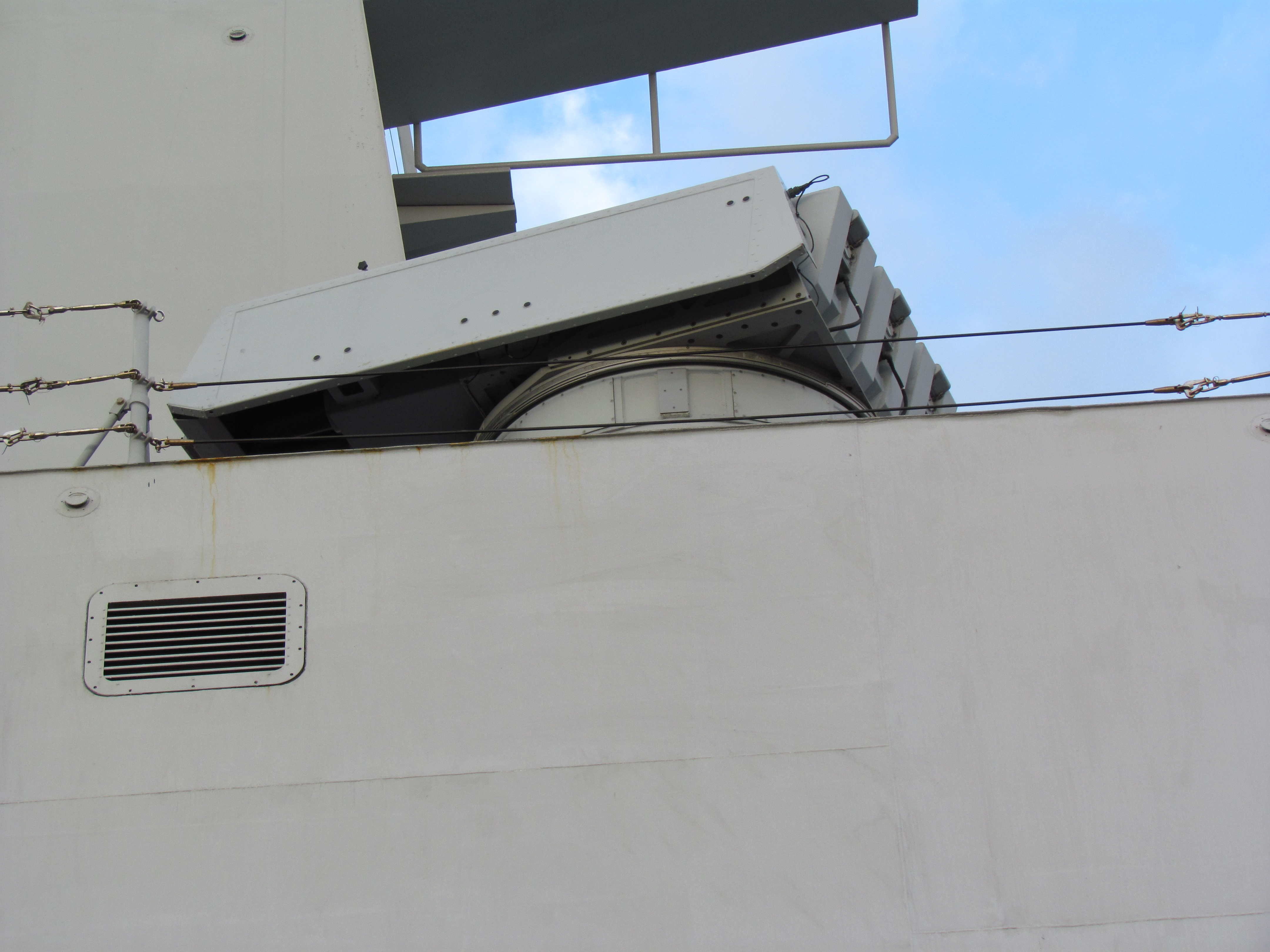
Sistema antisiluro SLAT sul cacciatorpediniere Caio Duilio

Il sistema antisiluro SLAT (Système de Lutte Anti-Torpille) è sviluppato dalla Marina Militare Italiana e da quella Francese ed è costituito da un sensore passivo per la scoperta, localizzazione e classificazione dei siluri, rimorchiato (cortina idrofonica), da un sottosistema di reazione, per il calcolo e la verifica delle azioni evasive e da lanciatori di contromisure acustiche.
Lo SLAT, che nasce per poter essere imbarcato su qualsiasi unità navale (comprese quelle ausiliarie), equipaggerà le unità della Classe Orizzonte ed, eventualmente, le portaerei Charles de Gaulle e Cavour e costituirà un riferimento per i sistemi antisiluro delle FREMM (Fregate Europee Multi-Missione).